# Rachel Berry
Rachel Berry est un personnage de fiction de la série télévisée américaine Glee, interprétée  par Lea Michele et doublée en français par Kelly Marot. Elle est apparue dans le premier épisode de Glee. Rachel a été développée par les créateurs de Glee, Ryan Murphy, Brad Falchuk et Ian Brennan.
Elle est la star des New Directions de l'école de fiction William McKinley à Lima, en Ohio. Ses histoires ont vu souffrir d'aliénation par les pairs en raison de ses ambitions de Broadway, et à développer des sentiments amoureux pour Jesse St. James, un membre d'une chorale concurrente. Pendant les trois premières saisons, elle est amoureuse du quaterback de l'équipe de football et membre du Glee Club, Finn Hudson.

## Biographie fictive
Rachel Barbra Edwina Berry est née le 18 décembre 1994 et est élevée depuis par ses deux pères homosexuels. Cependant, sa mère biologique est Shelby Corcoran la coach d'une chorale concurrente, les Vocal Adrenaline. Jeune fille bourrée de talent, Rachel est à l'affut de toute opportunité la rapprochant de son rêve absolu : la gloire. Elle devient donc en toute logique un des membres les plus actifs du Glee Club. Ses deux pères lui ont donné le prénom de Rachel en référence à Rachel Green, de la série populaire Friends. Rachel met toujours un sticker en forme d'étoile dorée après son nom pour signifier sa détermination à devenir elle-même une star de Broadway. Elle est malheureusement peu populaire dans son école et très peu de personnes l'apprécient, à cause de son perfectionnisme et de son ambition démesurée. Les cheerleaders des Cheerios et les joueurs de football des Titans se moquent régulièrement et ouvertement d'elle. Rachel est également une fan de West Side Story et ses idoles sont Barbra Streisand et Patti LuPone. Elle a souvent l'impression que son talent n'est pas reconnu, en particulier par Will Schuester, le professeur responsable de la chorale. Selon elle, il fait tout pour saboter sa carrière, en n'écoutant pas ses propositions ou en donnant ses solos à d'autres membres du groupe.

## Saison 1
Rachel décide de rejoindre le Glee club car elle pense qu'il pourra être le tremplin qui la mènera sur le chemin de la gloire. Pour elle, il est impensable qu'une autre personne interprète les solos ; c'est pourquoi lorsque Will Schuester décide de donner sa chance à Tina en lui offrant le solo de West Side Story, Rachel, outrée, claque la porte du Glee club pour rejoindre la comédie musicale de Sandy Ryerson, l'ancien coach de la chorale.
Elle réintègre le club avant les Sélections, grâce à l'intervention de Finn. Au fil des épisodes, Finn lui fait peu à peu prendre conscience qu'elle doit penser un peu plus à l'équipe et un peu moins à ses ambitions personnelles. Même si elle n'est pas très appréciée au sein de la chorale, Rachel prend très à cœur son rôle de leader (autoproclamée). Tout au long de la saison, elle tente de trouver des idées pour pousser le groupe vers le haut, même si ses conseils ne sont pas toujours appréciés. C'est cependant elle qui sera la chanteuse vedette des sélections régionales en menant la chanson Don't Stop Believin' et en chantant Faithfully en duo avec Finn.
Côté cœur, Rachel tombe très vite très amoureuse de Finn et tente de le séduire à travers leurs duos, mais Finn sort avec Quinn et ne compte pas la quitter, surtout lorsqu'il apprend qu'elle est enceinte. Déçue, Rachel a une brève aventure avec Puck, puis se tourne vers Jesse, le charismatique leader de la chorale rivale, les Vocal Adrenaline.
Trahie par ce dernier, elle réussit finalement à faire tomber Finn dans ses bras lorsque celui-ci apprend le secret de Quinn. C'est également durant cette saison que Rachel en apprendra plus sur ses origines. En effet, elle n'avait jusque-là pas la moindre idée de qui était sa mère biologique, préférant s'imaginer être la fille d'une star de comédie musicale de Broadway. Cependant, grâce à l'intervention de Jesse, elle apprendra que sa mère biologique est en fait Shelby Corcoran, le coach des Vocal Adrenaline.

## Saison 2
À la rentrée, lors de l'interview de Jacob on apprend qu'elle sort avec Finn depuis les Régionales. Elle approuve le choix de Will de recruter de nouveaux membres pour se préparer à affronter les Vocal Adrenaline. Durant "Empire State Of Mind", elle remarque qu'une élève les observe attentivement : Sunshine Corazon, une nouvelle élève originaire des Philippines. Elle la rencontre lorsqu'elle pose des affiches pour le Glee club dans les toilettes et remarque son talent lorsqu'elles chantent Telephone ensemble, duo interrompu par Sue. Elle lui dit qu'elle la recontactera pour lui donner l'heure des auditions. Cependant, de peur qu'elle lui vole sa place, elle l'envoie dans un ancien de camp de junkies. Sa supercherie sera découverte et elle ira s'excuser auprès de sa rivale. Le Glee club la blâmera lorsque Sunshine partira chez les Vocal Adrenaline, la rendant en partie responsable. Elle avouera à Finn avoir fait ça par amour pour les autres, mais Finn ne la croit pas. Elle a en réalité fait ça pour elle.
Lors de son rendez-vous chez le dentiste lors de "Toxic", sous anesthésie, elle se met à rêver qu'elle chante ...Baby One More Time en étant habillée en tenue "sexy". Le lendemain, elle vient au lycée dans la même tenue, ce qui plait particulièrement à Jacob Ben Israel. Dans le même temps, elle avoue à Finn être soulagée qu'il ne soit plus dans l'équipe de football. Mais lorsqu'il rejoint de nouveau l'équipe, elle n'est pas d'accord et elle semble vouloir l'en empêcher. Cependant, elle se rendra compte qu'elle n'aurait pas dû essayer de le contrôler.
Tous ces évènements font réfléchir Rachel, qui va essayer de développer un peu plus son esprit d'équipe. Lors d'un concours de duo organisé par Will, elle laisse la victoire du concours de duo à Sam et Quinn afin de ressouder les liens entre les membres du Glee club.
Elle obtient le rôle de Janet lorsque le Glee club monte "Le Rocky Horror Picture Show" dans le même temps, elle aide Finn à accepter son corps.
Quand elle apprend que Kurt se fait harceler, elle réunit les filles de la chorale qui ont un petit ami dans l’équipe du football et les convainc de demander aux garçons de prendre la défense de Kurt contre David Karofsky. Cependant, Finn est le seul à refuser car il a peur de perdre son poste de quarterback. Elle lui avoue qu’il ne l’a jamais autant déçue.
Rachel est scandalisée par le fait que Will donne le duo des Sélections à Sam et Quinn. Elle apprend de plus que Finn a couché avec Santana alors qu’il lui avait dit le contraire.
Les New Directions finissent premiers ex-æquo avec les Warblers aux Sélections. À la fin de l’épisode, elle pardonne Finn mais il rompt avec elle quand il apprend qu’elle l’a trompé avec Puck.
Quand Sue vole tous les cadeaux que le Glee club voulait donner à des enfants, elle dit à Finn qu’ils doivent faire quelque chose en tant que co-capitaines de la chorale. Ils vont acheter un sapin et s’embrassent mais Finn la repousse et lui dit qu’il n’est pas encore prêt à lui pardonner. Il rompt officiellement avec elle.
Lorsque la chorale fait une démonstration devant les joueurs de football en chantant Need You Now avec Puck, elle chante en réalité avec lui pour rendre Finn jaloux. C’est aussi elle qui a l’idée de rejoindre l’équipe de football quand une partie des joueurs démissionne.
Rachel continuera de courir après Finn, et lorsque ce dernier monte un stand de baisers, elle annonce à Kurt et Mercedes son intention de lui donner 100$ pour qu’il l’embrasse cent fois et retombe amoureux d’elle. Mercedes lui dit qu’elle n’a pas besoin d’un homme pour réussir dans la vie. Mais quand Finn l’embrasse sur la joue, elle reconnait qu’elle est toujours amoureuse de lui. Un peu plus tard, Quinn et Finn s’embrassent dans l’auditorium et se refilent la mononucléose. Rachel prend soin de lui à l'infirmerie. Elle accepte alors l’idée qu’elle peut être géniale avec ou sans petit-ami.
Finn tentera par la suite de séduire Quinn, ce qui agace Rachel. Mais elle déclare qu’elle en a assez des garçons et qu’elle veut se concentrer sur sa carrière. Afin de devenir populaire, elle paie Brittany pour qu’elle s’habille comme elle. Cependant, les choses ne se passent pas comme elle avait prévu et c’est Brittany qui profite de sa nouvelle popularité. Quand Sue rejoint le Glee club, elle essaye de semer la zizanie en montant Rachel et Mercedes l’une contre l’autre. Les deux filles chantent d’abord en compétition, mais finissent en un duo amical. À la fin de l’épisode, Rachel propose d’écrire une chanson originale pour les Régionales. Son idée est unanimement rejetée par les autres membres, mais Finn vient lui dire peu après qu’elle a raison. Elle présente à Finn My Headband, une chanson à propos de son bandeau, mais il l’arrête pour lui dire que sa chanson craint vraiment. Rachel est d’accord et reconnait qu’elle a besoin de devenir une femme et de vivre des aventures dont elle pourrait parler dans ses chansons. Elle accepte la proposition de Puck d’organiser une soirée arrosée chez elle, et offre à tout le monde deux verres de vin. Mais alors que ses amis commencent à quitter la soirée, elle se laisse persuader par Puck d’ouvrir le bar de ses pères. Tous les New Directions, sauf Finn et Kurt qui est venu avec Blaine, sont rapidement saouls. Finn décrit à Rachel les différents états d’esprit dans lesquels sont leurs amis quand ils boivent, et lui dit qu’elle a tout de la fille en manque. Ils jouent ensuite tous au jeu de la bouteille et Rachel échange un long baiser avec Blaine sous le nez de Kurt. Quelques jours plus tard, elle rappelle Blaine et lui propose de sortir avec elle. Il accepte et leur rendez-vous se passe bien. Kurt essaye de la convaincre qu’elle souffrira si elle tombe amoureuse d’un garçon gay et qu’il n’y aura jamais d’alchimie entre eux. Mais Rachel fait le pari qu’il y en aura et décide d’embrasser Blaine sobre pour le prouver à Kurt. À la fin de l’épisode, elle embrasse Blaine mais celui-ci se déclare 100% gay. Rachel est contente malgré tout car elle a enfin trouvé de l’inspiration pour écrire sa chanson. Lors de l’assemblée du lycée, Brittany vomit sur Rachel, et celle-ci avoue qu’elle se sent tellement mal qu’elle ne boira plus jamais.
Rachel participera à une réunion du club d’abstinence avec Quinn. Accompagnée de Puck, Quinn, Emma et Carl elle chante Afternoon Delight pour promouvoir l’abstinence. Emma n’avait pas compris que la chanson parlait de sexe, et, humiliée, Rachel quitte la scène en courant.
Elle présente à Finn une nouvelle chanson originale, "Only Child". Finn admet qu'elle est mieux que My Headband mais qu'elle a besoin de chercher encore plus profondément en elle pour avoir accès à des sentiments sincères. Quinn, jalouse de la bonne entente entre Finn et Rachel, décide de devenir la meilleure amie de cette dernière pour pouvoir la surveiller de près. Rachel propose une nouvelle fois à la chorale de chanter des chansons originales pour les Régionales, mais les autres refusent encore. Cette fois cependant, Quinn est de son côté et propose même de l'aider. Mais Rachel surprend un peu plus tard Quinn et Finn en train de parler de leur relation dans le couloir et demande des comptes à cette dernière dans l'auditorium. Quinn admet qu'elle est en couple avec Finn et conseille à Rachel de ne plus l'espérer. Mais elle refuse et Quinn se montre dure avec elle. Elle écrit "Get It Right" pour Finn. Avant de monter sur scène elle dit à Finn d'écouter chaque mot car elle pense réellement ce qu'elle a écrit. Lors de sa prestation, Finn est très touché par la chanson et lui sourit. Ils se prennent dans les bras l'un de l'autre à la fin de "Loser Like Me", sous les yeux de Quinn qui cache mal sa jalousie. Rachel gagne les Régionales 2011 avec les New Directions. À la fin de l'épisode, elle reçoit un trophée de la part de ses camarades et, visiblement émue, elle les remercie d'avoir cru en elle.
Quand Mercedes demandera à Rachel pourquoi elle est une plus grande star qu'elle, celle-ci répond qu'elle ne pense qu'à sa carrière et qu'elle se fiche de ce que les autres pensent d'elle. Rachel refuse de chanter après Mercedes, lui offrant ainsi le finale du spectacle que la chorale a organisé pour récolter dans l'argent.
Finn casse par inadvertance le nez de Rachel lors d'une répétition. Le médecin lui annonce que son nez est cassé, et qu'en le réparant, il peut lui faire une rhinoplastie. Rachel envisage d'accepter la chirurgie esthétique, et en informe les New Directions. Quinn l'accompagne au rendez-vous suivant car Rachel veut que son nez serve de modèle. Tous les New Directions lui disent que refaire son nez est une mauvaise idée, mais elle décide de le faire malgré tout. Puck vient la voir et lui demande de lui accorder une heure de son temps. Elle le rejoint dans le centre commercial où il l'attend avec Kurt. Ils dansent sur du Barbra Streisand avec les autres New Directions, car ils veulent que Rachel s'inspire de cette chanteuse, connue pour sa voix et pour la taille de son nez qu'elle a toujours refusé de refaire. Quand le Glee Club se prépare à chanter Born This Way, elle leur annonce qu'elle a annulé son intervention. Elle les rejoint au milieu de leur performance avec un tee-shirt où chacun doit y écrire sa faiblesse, elle y mettra "Nose" (Nez)
Rachel demandera à Sam de l'accompagner au bal de fin d'année mais il refuse en lui disant qu'il n'ira pas. Elle n'est pas vraiment convaincue par ses explications. Elle tente toujours de récupérer Finn et essaye de provoquer une rupture avec Quinn en s'appuyant sur les rumeurs du Muckraker, le journal du lycée qui disent que Sam a des rendez-vous secrets avec une ancienne cheerleader blonde. Elle espionne Sam avec Finn mais c'est Kurt qu'ils voient sortir de sa chambre de motel. De plus, elle reconnait une veste de Kurt que Sam porte. Quand elle va parler à celui-ci, il nie et lui conseille de se concentrer sur les Nationales plutôt que sur des ragots. Un peu plus tard, c'est Quinn qu'ils surprennent avec Sam. Elle chante Go Your Own Way pour Finn qui l'accompagne à la batterie ce qui rend Quinn jalouse. À la fin de la chanson, Sam est contraint d'avouer qu'il vit dans le motel parce que sa famille est ruinée et que Kurt et Quinn lui apportent seulement de l'aide. Confus, Rachel et Finn vont s'excuser auprès de Sam, rencontrent son frère et sa sœur, et lui apportent la guitare qu'il avait dû vendre.
Elle consolera Mercedes qui ne veut plus aller au bal parce qu'elle n'a pas de cavalier. Elle lui propose d'y aller avec elle et toutes les deux vont demander à Sam de les accompagner. Elles ont trouvé un arrangement pour qu'il puisse trouver un costume à moindre coup. Alors qu'elle est en train de répéter Rolling In The Deep dans l'auditorium, Jesse St. James revient et lui explique qu'il est désolé pour tout ce qu'il lui a fait. Elle lui pardonne et accepte qu'il l'accompagne au bal avec Mercedes et Sam, en ami. Finn est jaloux que Jesse soit de retour. Elle lui répond cela ne le regarde plus et que si elle sort avec Jesse, elle espère que Finn la soutiendra comme elle l'a fait avec Quinn, même si cela la rend triste. Lors du bal, elle chante Jar of Hearts sans quitter Finn des yeux, et lui la regarde tout au long de la chanson. Plus tard dans la soirée, il est jaloux de la voir se rapprocher de Jesse et déclenche une bagarre. Rachel essaye de s'interposer mais Sue vire les deux garçons de la soirée. Dans les toilettes, après l'élection de Kurt comme reine de promo où il sentira humilié, Quinn gifle Rachel et lui dit que c'est de sa faute si elle n'a pas été élue, car les gens savent que Finn préférerait être avec elle. Quinn s'excuse cependant juste après et lui avoue qu'elle est terrifiée par son futur. Rachel soutient Kurt pendant son couronnement et est la première à applaudir à la blague qu'il lance lors de son discours de "remerciement".
Rachel est la seule à apprécier l'arrivée de Jesse comme assistant de Will. Finn propose à Will de chanter en duo avec elle, et si Jesse est d'accord sur le choix de la chanteuse, il ne veut pas de Finn. Il propose de faire passer des auditions pour définir qui est le meilleur chanteur du groupe et de construire la performance du groupe autour, comme le font les Vocal Adrenaline. Rachel s'inscrit à l'audition avec Santana, Kurt et Mercedes, mais Finn ne s'inscrit pas pour protester contre les méthodes de Jesse et parce qu'il ne se sent pas à la hauteur. Rachel chante My Man, et, pour la première fois depuis le début des essais, Jesse avoue qu'il est bluffé. Ce dernier décide de convaincre Will (qui a le dernier mot sur les auditions) de choisir Rachel. Il vient lui annoncer qu'elle a obtenu le solo dans l'auditorium et l'embrasse sous les yeux de Finn qui, récemment séparé de Quinn, arrivait avec une fleur à la main. À la fin de l'épisode, Rachel perd son solo car Will ne trouve pas cela juste qu'elle ait un solo alors que les quatre l'ont mérité, il décide donc qu'ils interprèteront une chanson de groupe.
Quand la chorale se rend à New York pour les nationales, Rachel n’en croit pas ses yeux d’être enfin dans la ville de ses rêves. Un peu plus tard, elle suit les autres New Directions lors de leur escapade dans la ville. De retour à l’hôtel, les filles et Kurt se font une bataille d’oreillers tandis que Rachel essaye de se concentrer pour composer. Elle reçoit alors un texto de Finn qui l’invite à un rendez-vous à Central Park. Quand elle s’y rend, il l’attend avec des fleurs mais lui assure que ce rendez-vous est strictement professionnel. Ils vont manger chez Sardi’s où ils rencontrent Patti LuPone qui conseille à Rachel de ne jamais laisser tomber ses rêves. Quand ils rentrent à l’hôtel, Rachel fait remarquer à Finn que leur soirée est digne d’un film romantique, ce dernier tente d’embrasser Rachel mais elle lui dit qu’elle ne peut pas et s’en va. Le matin suivant, elle est réveillée par Kurt qui l’invite à un Beakfast at Tiffany’s. Ils discutent de leur futur et Rachel émet de souhait de venir étudier à la fac à New York, mais elle ne sait pas comment faire avec Finn. Pour l’aider à faire son choix entre l’amour et la gloire, Kurt l’emmène au Gershwin Theater où est jouée la comédie musicale Wicked. Ils chantent en duo et Rachel annonce que son véritable amour est la scène. Aux Nationales, Rachel surprend Sunshine Corazon en train de vomir dans les toilettes. Sunshine lui dit qu’elle est stressée et qu’elle ne veut plus faire partie de Vocal Adrenaline. Elle veut repartir immédiatement pour les Philippines, mais Rachel l’en empêche en lui expliquant que si elle la détestait c’est parce qu’elle était trop talentueuse pour elle. Elles deviennent amies et Rachel encourage ouvertement Sunshine quand elle monte sur scène.
Quand c’est au tour de New Directions, elle chante avec Finn la chanson originale qu’il a composée, Pretending. À la fin de leur performance, ils s’embrassent devant toute la salle, ce qui crée un froid. En attendant les résultats, Jesse vient expliquer à Rachel qu’elle était géniale mais que le baiser n’était pas professionnel et qu’il risque de leur couter la victoire. Effectivement, quand les qualifications pour la finale tombent, les New Directions ne sont pas dans le top 10. De retour à Lima, elle retrouve Finn dans la bibliothèque du lycée et ils parlent de leur avenir. Finn fait remarquer qu’ils ont encore un an avant de penser à ça et elle accepte de redevenir sa petite-amie.

### Solo ou solo avec les New Directions ou autres
- What I Did for Love (A Chorus Line)
- ...Baby One More Time (Britney Spears)
- The Only Exception (Paramore)  avec les New Directions
- Papa, Can You Hear Me ? (Barbra Streisand)
- Merry Christmas Darling (The Carpenters)
- My Headband (Composition originale)
- Only child (Composition originale)
- Get It Right (Composition originale)
- Go Your Own Way (Fleetwood Mac)
- Jar of Hearts (Christina Perri)
- My Man (Barbra Streisand)

### Duo/trio/quatuor et + ou duo/trio/quatuor et + avec les New Directions ou autres
- Telephone (Lady Gaga feat. Beyoncé)  avec Sunshine Corazon
- Don't Go Breaking My Heart (Elton John and Kiki Dee)  avec Finn Hudson
- With You I'm Born Again (Billy Preston et Syreeta Wright)  avec Finn Hudson
- Get Happy / Happy Days Are Here Again (Judy Garland et Barbra Streisand)  avec Kurt Hummel
- Over at the Frankenstein Place (The Rocky Horror Show)  avec Finn Hudson et les New Directions
- Dammit Janet (The Rocky Horror Show)  avec Finn Hudson, Quinn Fabray, Mercedes Jones et Kurt Hummel
- Nowadays / Hot Honey Rag (Chicago)  avec Holly Holliday
- Don't Cry for Me Argentina (Evita)  avec Kurt Hummel
- Last Christmas (Wham!)  avec Finn Hudson
- Need You Now (Lady Antebellum)  avec Noah Puckerman
- Firework (Katy Perry)  avec les New Directions (filles)
- Take Me or Leave Me (Rent)  avec Mercedes Jones
- Don't You Want Me ?(The Human League)  avec Blaine Anderson
- Afternoon Delight (Starland Vocal Band)  avec Quinn Fabray, Emma Pillsbury, Carl Howell et Noah Puckerman
- Loser Like Me (Composition originale) avec Finn Hudson et les New Directions
- I Feel Pretty / Unpretty (West Side Story / TLC)  avec Quinn Fabray
- Rolling in the Deep (Adele)  avec Jesse St James et le AV Club
- For Good (Wicked)  avec Kurt Hummel
- Pretending (Composition originale)  avec Finn Hudson

## Saison 3
On découvre qu'elle est une senior dans le premier épisode et qu'elle ambitionne d'entrer à la Julliard School, une école d'arts new-yorkaise, tout comme Kurt. Cependant, Emma leur apprend que cette université ne comporte pas de section d'art dramatique et leur conseille de regarder pour la New York Academy for Dramatic Arts (NYADA) qui est une université centrée sur les arts. Les places y sont rares et l'université fait une tournée pour regarder les candidats potentiels. Elle décide avec Kurt d'aller voir la concurrence. Ils y découvrent une chorale avec à sa tête Harmony. Leur prestation les laisse sans voix et ils réalisent que ce sera dur mais qu'ils ne renonceront pas. Dans le même temps, elle tente de convaincre Quinn de revenir au Glee Club sans succès.
Elle se montre inquiète lorsque Will délaisse la comédie musicale et ne semble pas convaincue par la nomination d'un jury composé de coach Beiste, Emma et Artie. Elle répète à l'auditorium pour son audition quand Shelby arrive et lui conseille Somewhere. Elles la chantent en duo, avant que ça se finisse par l'audition de Rachel devant un jury conquis. Elle aide Kurt quand celui-ci tente de convaincre le jury pour le rôle de Tony. Ils jouent ensemble un passage d'une pièce de Shakespeare mais le jury éclate de rire. Le jury hésite entre elle et Mercedes pour le rôle de Maria. Il organise un duel de divas, mais est incapable de les départager et propose qu'elles jouent toutes les deux le rôle mais en changeant lors de chaque représentation. Mercedes refuse, laissant le rôle à Rachel. Par la suite, on peut la voir s'effondrer lorsque Will annonce que West Side Story est temporairement annulé.
On la revoit pendant une répétition de la comédie musicale, chantant avec Blaine. Emma et le coach Beiste sont admiratives, mais Artie trouve qu'ils ne sont pas entièrement dans leurs rôles étant toujours vierges ce qui les pousse à réfléchir. Alors que Finn pose des affiches pour sa campagne en tant que présidente des élèves, elle lui propose de lui changer les idées en allant chez lui le soir même. Pendant la soirée, ils se retrouvent près du feu en s'embrassant et semblent sur le point d'aller plus loin mais lorsque Finn comprend qu'elle veut plus le faire pour la comédie musicale que pour eux-mêmes, il s'en va déçu. La représentation de West Side Story est un succès. Elle se rend chez Finn qui est déçu de ne pas avoir été pris par le recruteur universitaire de football et dit qu'il n'est qu'un nul. Elle le rassure et veut lui donner ce que personne d'autre ne peut faire. On les voit ensuite dans un lit, ils semblent avoir franchi le cap.
Elle demandera à Shelby de signer une lettre de recommandation pour la NYADA. Cette dernière lui dit qu'elle est très fière de son parcours même si elle n'a pas pu l'élever. Elle essaye ensuite de faire la paix avec Kurt mais ce dernier refuse. Elle annonce plus tard, qu'elle retire sa candidature pour le "Président des élèves" et soutient publiquement la campagne de Kurt. Lors de l’élection du Président des élèves, afin d'être sûre que Kurt l'emporte, elle truque l’élection en mettant dans l'urne de nombreux bulletins de vote en faveur de son ami. Cependant la tricherie est découverte mais Kurt est accusé. Elle va alors se dénoncer ce qui entraîne son exclusion d'une semaine et l'interdiction de concourir aux Sélections.
Elle se rendra dans un bar du Kentucky avec Finn afin de trouver Sam. Ils apprennent qu'il est devenu strip-teaseur. Ils voudraient qu'il revienne, mais il ne sait pas si ses parents seront d'accord. Elle se rend donc avec eux chez ses parents et les convainc de faire revenir Sam dans l'Ohio. Juste avant les Sélections, elle intercepte Quinn dans le couloir qui voulait aller parler de Puck et de Shelby au principal. Elle le fait changer d'avis en lui rappelant qu'un adulte irait d'abord parler aux personnes concernées, ce que Quinn fera. Elle assiste à la victoire des New Directions sur les Troubletones et les Unitards lors des Sélections. Après la compétition, Quinn vient lui dire qu'elle ne dévoilera pas la relation afin de préserver la jeunesse de Beth.
Un programme de Noël des New Directions a lieu, pour montrer à Artie qu'elle a sa place dans ce programme, elle chante River mais il trouve que cette chanson ne reflète pas l'esprit de Noël qu'il a en tête. Elle chante plus tard avec Blaine Extraordinary Merry Christmas et cette fois ci Artie est satisfait. Lors du programme, elle est présente toute la séquence. Elle se rend avec le Glee Club au refuge des sans abris afin de leur apporter de l'aide. En parallèle, elle souhaite que Finn lui achète des cadeaux hors de prix pour Noël. Celui-ci lui achète dans un premier temps une "truie africaine" mais cela ne lui plait pas. Il revient plus tard avec de nouveau cadeau : il lui a acheté une étoile ainsi que les boucles d'oreilles assez chères qu'elle désirait. Elle trouve que ça fait trop pour une seule personne. Elle a l'amour, la truie (baptisée Barbra), l'étoile ainsi que les boucles d'oreilles. Ils décident alors de revendre certains cadeaux et d'en renverser les fonds pour la collecte qu'organise Sam et Rory pour les sans abris.
Finn donnera rendez-vous à Rachel dans l'auditorium et la demande en mariage. Quelques jours plus tard, il demande la réponse de Rachel pour sa demande en mariage. Elle lui dit que ce n'est pas une décision à prendre à la légère. Devant l'air paniqué de Finn, elle le rassure en lui avouant qu'elle rêve de se marier avec lui mais que pour l'instant, c'est trop tôt et qu'elle ne comprend pas son geste. Il lui dit alors qu'il souhaite venir avec elle à New York et qu'il sait que cela ne sera pas facile d'être un couple. Pour lui, les anneaux représentent le souvenir de leurs sentiments à cet instant précis. Rachel lui dit qu'elle n'a pas besoin de ça pour savoir qu'il est le seul homme qu'elle aime et Finn décide de lui laisser un peu plus de temps pour prendre sa décision
Elle se réjouira de l'acceptation de Kurt à NYADA et lui avoue qu'elle n'a pas reçu de lettre et qu'elle savait au fond d'elle qu'elle ne serait pas acceptée. Elle finit en pleurs car elle voit tous ses amis faire des plans pour le futur et qu'elle n'a que son petit ami. Kurt la prend dans ses bras pour la réconforter. Plus tard, alors que les New Directions vont à l'auditorium pour s'entraîner, Finn retient Rachel dans la salle de chant. Rachel sait qu'il attend une réponse et qu'il la mérite. Finn la coupe en lui disant qu'il sait que c'est une grosse décision et qu'il lui a mal demandé. Il sait qu'elle l'écoute mieux quand il ne parle pas. À la fin de la chanson qu'ils interprètent tous les deux, elle accepte sa demande en mariage. Ils sont désormais fiancés. Ils rejoignent ensuite la chorale dans l'auditorium où les Warblers arrivent. À la fin de l'épisode, elle va voir Kurt avec sa lettre d'acceptation à la NYADA. Alors que Kurt est heureux pour elle, il lui demande si elle l'a annoncé à Finn. À ce moment-là, Rachel perd son sourire.
Elle révèle à Kurt et Mercedes qu'elle a accepté la demande en mariage de Finn et ces deux s'opposent à cela en lui disant que si elle se marie avec Finn avant la fin du secondaire, ça ruinerait ses rêves pour Broadway. Mais elle leur dit que Finn fait partie de ses rêves et qu'elle l'épousera.
Finn et Rachel découvrent plus tard que quelqu'un a prévenu les Hummel-Hudson qui ont prévenu à leur tour les Berry de leur futur mariage. Après l'acceptation des pères de Rachel, ils révèlent aux membres du Glee Club qu'ils vont se marier. La plupart des membres de la chorale, en particulier Kurt et Quinn, sont contre leur mariage car selon eux ils sont trop jeunes pour prendre une telle décision. Rachel décide donc que ceux qui sont contre ce mariage ne seront pas invités. Tina Mike et Artie les soutiennent. Un peu plus tard, Santana apporte aussi son soutien. Le soir de la Saint-Valentin, la famille Hummel-Hudson (sauf Kurt) a été invité à passer la soirée chez Hiram et Leroy Berry. Les parents essayent de dissuader leurs enfants de se marier. Pour cela, ils les autorisent à passer la nuit de la St-Valentin sous le même toit. Et comme prévu, cela se passe mal. Une dispute éclate entre les fiancés et partent chacun de leur côté. Au rez-de-chaussée, Hiram et Leroy débarrassent la table et semblent heureux de la dispute, bien que Hiram n'aime pas leur procédé et révèle que l'honnêteté, le respect et la danse sont les fondations de leur famille et qu'ils n'avaient jamais menti à leur fille. Leroy le rassure en disant que c'est pour la bonne cause jusqu'à ce que Finn et Rachel se réconcilient et descendent pour leur annoncer qu'ils vont aller retrouver leurs amis au Breadstix et qu'ils ont fixé leur date de mariage pour mai après les Nationales.
Sebastian la fait chanter pour qu'elle ne participe pas aux Régionales en lui donnant une photo compromettante de Finn modifiée par Photoshop. S'il chante à la compétition, il publiera cette photo et d'autres sur Internet. Elle ne veut cependant pas accepter son marché. Sa décision déclenche une dispute avec Finn. Mais ils se réconcilient plus tard après avoir appris que Karofsky a tenté de se suicider. Rachel lui dit qu'elle veut se marier tout de suite avec lui car la vie est trop courte. Aux Régionales, elle remportera la victoire avec les New Directions. La fin de l'épisode se passe à la mairie où le mariage doit se dérouler. Tout le monde est présent ainsi que Sue Sylvester, il manque seulement Quinn qui est en route. Finn arrive pour lui dire qu'il faut qu'ils se marient maintenant sinon ils passent leur tour. Mais Rachel veut attendre Quinn qui a promis d'être présente. Il lui dit alors "C'est maintenant ou jamais". Rachel envoie un dernier message à Quinn pour lui demander où elle est. Cette dernière répond à son message quand un camion fonce sur sa voiture.
Par la suite, Finn lui dit qu'il a l'intention de partir en Californie pour ouvrir une compagnie de nettoyage de piscine avec Puck et qu'elle peut le suivre en auditionnant à Hollywood, mais Rachel n'est pas enchanté par l'idée. Pour elle, Broadway est sa seule option et désire plus que tout d'aller à New York avec Finn, mais celui-ci trouve qu'elle se fiche de ses rêves. Ils ont alors une dispute et se quittent en froid à la fin de l'épisode. Elle convoquera Finn dans l'auditorium pour lui dire qu'elle accepte s'il ne veut pas aller à New York et que si c'est le cas, ils iront ensemble ailleurs. Cependant, Finn décide d'aller à New York pour intégrer l'école The Actor's Studio et ils iront donc à New York ensemble.
Elle fera partie de ceux qui sont en deuil à la suite de la mort de Whitney Houston. Au cours de l'épisode, elle chante avec Santana avant de la prendre dans ses bras en fin de performance. Elle va la voir plus tard dans le couloir et lui exprime le regret de ne pas avoir fait la paix avec elle plutôt et qu'elles ont ainsi gâchés l'occasion de faire de superbes duos. Elle lui tend une photo d'elle pour qu'elle l'accroche à son casier ce qui montrerait qu'elles sont amies. Santana accepte et elles se prennent dans les bras.
Lors de semaine de l'audition pour NYADA et Rachel s'entraîne énormément pour y être admise. Ses trois règles sont: ne pas boire de lait, ne pas toucher les poignées de portes et ne pas embrasser de garçons. Mais Rachel veut tellement être admise et rongée par le stress qu'elle manque les premiers couplets de Don't Rain On My Parade et se verra refuser l'entrée pour la NYADA. À la fin de l'épisode, on peut voir qu'elle est vraiment démolie de ne pas avoir été admise pour la NYADA.
On découvre qu'elle souhaitera être élue reine de la promo. Cependant, elle ne fait pas partie des candidates retenues. Elle semble déçue mais décide de soutenir Finn qui est lui candidat. Elle est furieuse lorsqu'elle découvre qu'il fait campagne avec Quinn. Kurt, Blaine et Rachel sont d'accord pour ne pas aller au bal ce qui donne une idée à Rachel. Elle décide d’organiser un anti-bal de promo. Toutefois la soirée n'est pas festive. Finn vient la chercher et ils décident d'aller au bal. Juste avant le dépouillement, elle croise Quinn et avoue qu'elle l'inspire. Les résultats du roi et de la reine tombent : Finn est le roi et elle la reine. En effet, Quinn a décidé de lui laisser le titre qu'elle avait gagné avec l'aide de Santana. Ils ouvrent alors tous les deux le bal.
Rachel veut pas abandonner son rêve pour la NYADA. Tina ne supporte plus qu'elle soit toujours mise en avant. Alors qu'elle se cogne la tête et qu'elle devient Rachel, elle réalise qu'elle doit l'aider pour son audition. Lorsque Tina retourne à la réalité, elle va lui en parler. Elles se rendent toutes les deux à l'école où enseigne Carmen. Rachel la réinvite pour les Nationales afin qu'elle puisse juger de son talent mais Carmen est réticente. Pour remercier Tina, elle chante avec elle en duo.
Elle tombe sur Jesse à Chicago lors des nationales qui lui conseille de ne pas perdre son temps à attendre Carmen. Dans les loges, elle confie son inquiètude à Finn qui la rassure : ils gagneront, Carmen viendra et réussiront leur mariage. Durant son solo sur It's All Coming Back To Me Now, Carmen arrive enfin, et qui applaudit tièdement à sa prestation. Cependant, lorsqu'elle chante Paradise By The Dashboard Light avec le reste de la chorale, !Carmen se joint à l'ovation. Les New Directions remportent la compétition. Lors du retour au lycée, ils sont acclamés par les autres élèves, on peut même voir les Cheerios la féliciter. Le principal Figgins la convoque avec Finn pour qu'ils remettent le prix du professeur de l'année 2012. Le titre est gagné par Will. Elle fait un court discours où elle le remercie d'avoir toujours cru en elle et de l'avoir encouragé pour ses rêves. Elle se joint aux New Directions qui chantent en l'honneur du professeur We Are The Champions.
Elle est diplômée dans le dernier épisode et fait donc partie des New Directions qui disent au revoir aux juniors du Glee Club. Elle reçoit sa lettre de la NYADA et découvre qu'elle est admise. Cependant, Finn et Kurt ne sont pas reçus et elle décide d'attendre à Lima un an avec son fiancé. Alors qu'ils doivent se marier, Finn l'emmène à la gare pour qu'elle prenne un train pour New York. Il ne veut pas être un frein pour elle et décide de lui rendre la liberté. S'ils s'aiment, ils se retrouveront. Puis elle part à New York sous les yeux du Glee club ainsi que Will. L'épisode se finit sur elle arrivant à New York.

## Saison 4
Durant le premier épisode, elle aura une relation d'amour-haine vis-à-vis de sa vie new-yorkaise mais vivra son rêve à la NYADA. Elle va se heurter à sa professeur de danse Cassandra July. Elle sera également sans nouvelle de Finn. Dans les douches, elle rencontra Brody Weston, un élève de deuxième année avec qui elle deviendra amie. Elle chantera de nouveau devant Carmen Tibideaux qui ne l'interrompt pas, ce qui est bon signe. Plus tard, Brody l'aidera à accepter sa nouvelle vie en lui conseillant de se forger de nouveaux souvenirs et de ne pas regarder en arrière. Elle craquera et avouera à Kurt qu'elle se sent mal seule à New York, qu'elle n'a jamais vu sa colocataire car elle est occupée à coucher avec tous les garçons de l'école. Kurt lui conseille de trouver un nouveau colocataire et lui fait la surprise d'être à Central Park. Les retrouvailles sont larmoyantes.
Cassy la mettra sur la touche pour le cours de tango ne la trouvant pas sexy du tout. Kurt et elle trouvent un appartement où des travaux sont nécessaires. Kurt lui apprendra une anecdote importante sur Cassy et qu'elle pourra utiliser contre elle. Elle demandera à Brody d'être son partenaire pour une chorégraphie, ce qu'il acceptera. Ils danseront sur Oops! I Did It Again devant Cassy. Cette dernière critiquera le numéro et Rachel lui dira ses 4 vérités et se fera virer du cours. Plus tard, elle viendra s'excuser et comme Cassy est obligée de la reprendre, elle sera de corvée de nettoyage de ceinture de danse pendant un moment. Brody lui rendra visite à son appartement en lui apportant une orchidée. Par la même occasion, il lui avouera ses sentiments mais Rachel n'est pas prête, ayant encore des sentiments pour Finn. Il comprend et lui laisse du temps. Plus tard, Cassy lui donne une chance pour le tango et elle effacera le nom de Finn peint sur un mur de son appartement.
Rachel se plaint à Kurt que ses camarades de classe se moquent d'elle à cause de son look, Kurt propose alors de la relooker. Ils se rendent donc chez Vogue la nuit pour essayer des vêtements mais ils sont surpris par Isabelle qui va alors les aider à refaire la garde de robe de Rachel. On la revoit plus tard alors qu'elle fait des étirements dans la salle de danse, elle est alors vue par Brody avec qui elle va discuter de son relooking et lui du sien. Rachel l'invitera à dîner. Le soir, Rachel et Brody discutent puis ils s'embrassent mais ils sont interrompus par quelqu'un qui frappe à la porte, Finn. Le lendemain, Rachel avoue à Kurt qu'il ne s'est rien passé avec Finn. Elle semble sur la retenue lorsque ce dernier rentre dans la pièce où elle se trouve et lui demande pourquoi il n'est revenu que maintenant et pourquoi il n'est pas à l'armée. Il explique qu'il est allé, que c'était dur mais que ça lui plaisait. Toutefois il s'est tiré une balle dans la cuisse par inadvertance et qu'il a donc dû quitter l'armée. Il est mal à l'aise par rapport à ce qu'il lui a fait mais Rachel lui pardonne. Elle l'invite à venir avec elle pour suivre ses cours vu qu'il est désormais libre. Il accepte et ils s'embrassent. Au Callbacks, Rachel et Finn sont surpris par Brody en train de discuter. Brody accueille Finn et leur conseille de chanter une chanson ensemble mais Finn refuse puisqu'il n'est pas un étudiant de la NYADA, il propose donc à Rachel et Brody de chanter en duo, Brody accepte avec joie mais Rachel semble plus sur la retenue. À la sortie du bar, Finn et Rachel marchent dans la rue et Finn avoue que New York n'est pas fait pour lui. Elle tente de le motiver en vain. Il demande ce qu'il s'est passé entre elle et Brody, elle lui dit alors qu'ils se sont juste embrassés, puisqu'elle n'avait plus de nouvelles de lui ce qui le déçoit. Plus tard, elle rentre à Lima pour voir Finn. Ils se retrouvent dans l'auditorium qui est le lieu de leur rencontre, le lieu où Finn a demandé Rachel en mariage. Elle se met en colère contre lui pour avoir été obligée de venir pour le voir alors qu'il aurait pu simplement répondre au téléphone, mais Finn souhaite avoir du temps pour pouvoir réfléchir à leur situation, Rachel lui répond qu'il a eu 4 mois pour y réfléchir, qu'elle l'a détestée pour ce qu'il lui avait fait à la gare, mais Finn voulait juste l'aider. Elle le comprend, elle sait combien il l'aime mais Finn veut juste lui rendre sa liberté. Elle ne veut pas qu'il décide à sa place et qu'il se cache d'elle. Finn ramène le sujet sur Brody mais Rachel lui affirme qu'il ne s'est rien passé entre eux et qu'elle aurait préféré être avec lui. Finn se compare à un bon à rien par rapport à Brody, que lui il n'a juste eu que son diplôme. Elle se fiche de ça, qu'elle l'aime puisque c'est la personne qu'il l'a faite s'aimer, se sentir sexy, qu'il est son premier amour, et qu'elle veut finir sa vie avec lui mais qu'elle ne peut plus faire ça, que c'est fini. Finn se demande alors ce qu'il a dans ce monde, il n'a pas de copine, pas de job mais Rachel lui dit qu'il est lui. À la fin de leur discussion, ils s'embrassent avant de partir.
Kurt et Rachel vont à McKinley pour voir le spectacle Grease mais Rachel veut repartir après avoir eu une conversation avec Finn et appris que Brody aurait couché avec Cassandra. Elle aura une conversation avec Finn, où celui-ci annonce qu'il ne veut plus avoir de contact avec elle, ce qu'elle accepte.
On peut voir qu'elle pardonnera Brody et qu'elle l'invitera même à passer Thanksgiving avec elle et Kurt, ce qu'il accepte. On la voit plus tard avec Kurt dans New York et discutent de leurs ex-petits copains puis se promettent de passer le meilleur Thanksgiving de leur vie. Elle passe donc Thanksgiving en compagnie de ses deux amis et aussi avec Isabelle et des amis de cette dernière.
Rachel discutera avec Kurt du showcase de la NYADA, mais est sûre de ne pas en faire partie puisque seulement les meilleurs élèves en font partie et que très peu de premières années y assistent. Elle obtient quand même le droit de chanter après avoir reçu une invitation de la part de Carmen Tibideaux. En cours de danse, Cassandra pense qu'elle n'a pas toutes les aptitudes pour gagner le showcase. Elle quittera la salle de classe en remerciant Cassandra de lui avoir appris que seule sa voix lui permettra de gagner. Le jour du spectacle, elle discute avec Brody qui est venu l'encourager et l'embrasse. Durant le show, et après une ovation du public elle apprend qu'à Kurt va pouvoir auditionner de nouveau pour la NYADA, elle l'encourage et l'oriente dans ses choix. Après la représentation, elle appelle Finn pour parler avec lui de l'avenir du Glee Club et le remotive en lui disant qu'il n'y a pas besoin de compétition pour que la chorale existe, c'est avant tout un lieu où les romances se forment, où l'on chante avec plaisir et où des amitiés se créent.
À New York, elle se prépare à rentrer chez elle pour les fêtes de Noël et pour partir avec ses pères faire une croisière. Elle assiste également à l'arrivée de Burt chez elle et Kurt.
Rachel est prête à se faire enrôler dans un film étudiant où elle doit faire du topless. Elle va même jusqu’à accepter l'offre mais elle reste quand même tiraillée quant à sa décision. Elle interprète alors Torn qui est un parallèle entre l'ancienne et la nouvelle Rachel Berry. Brody la soutient dans son choix de faire ce film mais Kurt s'y oppose et appelle alors Quinn et Santana à la rescousse afin qu'elles lui fassent changer d'avis. Elle écoute attentivement le discours de Santana qui lui dit que ce genre de vidéos la suivra toute sa vie. Elle semble réfléchir aux conséquences que ce fim peut avoir sur sa vie future ainsi que si cette attitude correspond à ce qu'elle est vraiment. Plus tard, alors qu'elle allait tourner cette scène topless, elle interrompt le tournage, ne pouvant pas se résoudre à le faire. Elle sort alors du plateau et va rejoindre Santana et Quinn et les invite à rester un peu plus à New York City avec elle.
Elle a une discussion houleuse avec Kurt qui pense que depuis sa victoire au Winter ShowCase, elle est devenue insupportable. Elle lui rétorque qu'il est jaloux de son succès, que c'est grâce à elle qu'il a chanté durant le Winter ShowCase. Il l'a défie alors dans « Midnight Madess ».
Plus tard à la NYADA, Brody lui explique ce qu'est le « Midnight Madess », une compétition vocale, ou le gagnant à le droit de se vanter durant toute son année scolaire et le perdant gagne le droit à la honte et l'humiliation. Sur d'elle, Rachel dit qu'elle va gagner.  Lors de la compétition, Kurt et elle vont combattre sur Bring Him Home. Kurt gagne avec le plus petit écart jamais enregistré lors de cette compétition. Plus tard, elle semble dévasté par sa défaite, Kurt vient à sa rencontre pour lui demander de venir auditionner avec lui pour « Funny Girl » mais elle refuse. Dans leur appartement, Kurt la réconforte et qu'une bagarre est bonne pour leur amitié. Plus tard, Santana frappe à la porte et décide sans leur avis d'emménager avec eux.
Rachel retournera dans l'Ohio pour le mariage de Will et Emma. Elle se rapprochent de Finn et l'aide à surmonter le fait qu'il ait embrassé Emma. Finn lui dit plus tard que quoi qu'il arrive elle sera toujours sa petite amie et ils couchent ensemble. Lorsqu'elle rentre à New York, Brody a décoré tout l'appartement pour la saint Valentin. On apprend qu'ils sont ensemble mais qu'ils n'ont pas une relation exclusive. On suppose que Brody se prostitue, grâce à un flashback. Plus tard dans la soirée, elle fait un test de grossesse.
Elle sera coincée à l'appartement à cause de la neige avec Santana, Kurt et Adam. Santana lui fait part de ses découvertes sur Brody : elle pense que c'est un dealer. Lorsqu'elle en reparle plus tard, Rachel le défend et l'appelle pour lui prouver qu'il est réellement coincé à l'autre bout de la ville. En fin d'épisode, Santana lui avoue avoir trouvé un test de grossesse dans la poubelle de la salle de bain et elle s'écroule en larmes dans ses bras.
Par la suite, on la voit sortir de chez le docteur et dévoile à Santana qu'elle n'est pas enceinte, qu'il s'agissait d'une fausse alerte. Elle souhaite repartir en cours mais Santana lui conseille de se servir de ça comme une prise de conscience, surtout par rapport à Brody. Santana s'en prend une nouvelle fois à Brody et lui dit qu'elle n'est plus la Rachel Berry d'avant. Plus tard avec Kurt, elle demande à Santana de quitter l'appartement, ne cautionnant pas son comportement.
Rachel ne veut pas croire à la fin de sa relation avec Brody bien qu'il ait quitté l'appartement. Santana lui conseille de passer à autre chose mais elle refuse. Pour la détendre, Santana décide de faire une blague à Kurt et elles découvrent alors l'existence de son « coussin petit-ami ». Il décide alors plus tard de lui en offrir un et elle semble ravie. Toutefois il remarque qu'elle ne l'est pas entièrement et elle lui explique ne pas en avoir besoin, ayant Brody. Santana décide de lui avouer la vérité sur Brody : c'est un gigolo. Quand elle découvre que Kurt le savait aussi, elle part. Elle retrouve Brody à la NYADA où ils ont une explication. Elle lui en veut de ne pas avoir été honnête et il lui fait le même reproche. Elle apprend que Finn est venue à New York se battre avec Brody et elle avoue s'être servit de ce dernier pour « combler un manque ». Ils décident de mettre fin à leur relation. Elle remercie ensuite Santana de lui avoir ouvert les yeux, ce qui va lui permettre de se concentrer sur son audition pour Funny Girl.
Rachel passera son audition pour Funny Girl et, après avoir demandé conseil à Shelby, elle appelle Finn qui la guide dans son choix. Elle interprète Don't Stop Believin' qui lui permet de décrocher le rôle.
Rachel appellera Will pour lui annoncer qu'elle à sa seconde audition pour « Funny Girl » et le remercie pour tout. Plus tard, elle apprend par deux garçons de la NYADA que ses concurrentes pour le rappel de Funny Girl sont la fille de Meryl Streep et Sutton Foster. Ils lui disent que ces filles vont l'écraser et que Cassandra ferait mieux de ne pas entendre parler de cette histoire. Sur ce, les deux garçons vont tout rapporter à Miss July. On la voit ensuite répéter seule dans une salle à la NYADA devant un miroir. Cassandra arrive et lui dit que des actrices moins narcissiques qu'elle ne font pas ça. Elle lui informe qu'elle a appris son rappel de Barbra Streisand et lui dit qu'elle aura une évaluation ce jour-là. Finalement, Cassandra lui dit qu'elle sera là pour le rappel de Rachel et que son évaluation sera sur le ballet le plus dur qu'on ait jamais fait, le lendemain de son audition. Plus tard, Cassandra et les élèves du cours de danse la félicitent pour son rappel. Rachel offrira la canne originale de Fame pour remercier Cassandra. Cette dernière lui dit que c'est une tradition à la NYADA, mais Rachel lui explique que c'est pour ce qu'elle a fait cette année. Cassandra lui dit qu'elle savait qu'elle était spéciale et qu'elle sait qu'elle va réussir l'audition. Elles se serrent dans leurs bras.
Elle passe son rappel pour Funny Girl et à la fin de sa performance elle laisse échapper quelques larmes. La salle est silencieuse, un des producteurs la remercie et lui dit qu'il lui feront savoir si elle est prise ou pas.

### Solo
- Oops!... I Did It Again (Britney Spears)
- Being Good Isn't Good Enough (Barbra Streisand)
- O Holy Night (Adolphe Adam)
- Torn (Natalie Imbruglia)
- Don't Stop Believin (Journey)
- To Love You More (Céline Dion)

### Duo, Trio, Quatuor
- New York State of Mind (Billy Joel) - Avec Marley Rose
- A Change Would Do You Good (Sheryl Crow) - Avec Brody Weston
- The Way YouTonight/You're Never Fully Dressed (Without a Smile) (Fred Astaire/Annie) - Avec Isabelle Klempt et Kurt Hummel
- Give Your Heart a Break (Demi Lovato) - Avec Brody Weston
- Don't Speak (No Doubt) - Avec Finn Hudson, Kurt Hummel et Blaine Anderson
- The Scientist (Coldplay) - Avec Finn Hudson, Kurt Hummel, Blaine Anderson, Santana Lopez, Brittany Pierce, Will Schuester et Emma Pillsbury
- You're the One That I Want(Grease) - Avec Marley Rose, Ryder Lynn, Finn Hudson  les New Directions et les anciens New Directions
- Let's Have A Kiki/Turkey Lurkey Time (Scissor Sisters/Promises, Promises) - Avec Kurt Hummel et Isabelle Wright
- All That Jazz (Chicago)- Avec Cassandra July
- Love Song (Sara Bareilles) - Avec Quinn Fabray et Santana Lopez
- We've Got Tonight (Kenny Rogers et Sheena Easton) - Avec Finn Hudson, Kurt Hummel, Blaine Anderson, Marley Rose, Jake Puckerman, Quinn Fabray, Santana Lopez, Artie Abrams et Betty Pillsbury
- How To Be A Heartbreaker (Marina and the Diamonds)-Avec Brody Weston
- Creep (Radiohead)- Avec Brody Weston
- Mamma Mia (ABBA)- Avec Santana Lopez, Kurt Hummel et les New Directions
- Next To Me (Emeli Sandé)- Avec Shelby Corcoran
- At The Ballet (A Chorus Line)- Avec Isabelle Wright, Santana Lopez et Kurt Hummel

## Saison 5
Dans le premier épisode, le jury qui juge Rachel est assez sceptique sur son âge et pense qu'elle est trop jeune pour jouer le rôle de Fanny. Elle travaille dans un bar avec Santana. Elle décrochera le rôle de Fanny Brice. Dans le troisième épisode de la saison, on apprend que Finn est décédé, elle a dit à Will qu'elle avait tout planifié, elle aurait réussi à Broadway et lui aurait été enseignant à Lima. Quand ils auraient été prêts, elle serait revenu à Lima et lui aurait simplement dit "Je suis rentrée" avant de vivre heureux pour toujours. Elle se tatouera "Finn" sur les côtes quelques épisodes plus tard.
Elle fera partie du groupe de Kurt, « Pamela Lansbury » en compagnie de Dani, Santana et Starchild. Une alchimie se crée entre elle et Sam. Une alchimie qui ne durera que le temps d'un épisode. 
En apprenant que Santana a réussi à être sa doublure dans Funny Girl, Rachel sera en colère et finira par gifler cette dernière avant de décider de quitter l'appartement qu'elle partage avec Santana et Kurt. Dans le centième épisode de Glee, Rachel sera encore une fois humiliée par Santana devant tout le monde, elle se réfugiera aux toilettes et Mercedes la consolera. Santana et elle finiront par se réconcilier et chanteront « Be okay ». Elle chantera « Don't stop believing » avec tous les membres du Glee club. Dans l'épisode suivant, Rachel aura une limousine et se comportera comme une vraie star. Artie lui dira qu'elle se comporte comme une diva, elle se rendra compte qu'il a raison et préfèrera prendre le métro avec Artie. Funny Girl occupe tout le temps de Rachel, après une dispute avec Carmen Tibideaux, elle démissionnera du NYADA, ce qui entrainera une violente dispute avec Kurt. Ils se réconcilieront après que Kurt ait été tabassé par des homophobes.

### Solo
- Yesterday (The Beatles)
- Make You Feel My Love (Bob Dylan)

### Duo, Trio, Quatuor
- Hard day's night (The Beatles) - Avec Santana Lopez
- Get Back (The Beatles) - Avec Kurt Hummel
- You Are Woman, I Am Man (Funny Girl) - Avec Paolo
- Brave (Sara Bareilles) Avec Santana Lopez
- Every Breath You Take (The Police) Avec Santana Lopez
- Defying Gravity (Wicked) Avec Kurt Hummel et Mercedes Jones